# Darnius
Darnius est une commune d'Espagne dans la communauté autonome de Catalogne, province de Gérone, de la comarque d'Alt Empordà

## Population et société

### Démographie
| 1497 f | 1515 f | 1553 f | 1717 | 1787 | 1857  | 1877  | 1887  | 1900  |
| ------ | ------ | ------ | ---- | ---- | ----- | ----- | ----- | ----- |
| 17     | 20     | 29     | 399  | 569  | 1.253 | 1.198 | 1.074 | 1.168 |

| 1910  | 1920  | 1930 | 1940 | 1950  | 1960 | 1970 | 1981 | 1990 |
| ----- | ----- | ---- | ---- | ----- | ---- | ---- | ---- | ---- |
| 1.143 | 1.148 | 973  | 823  | 1.106 | 655  | 531  | 467  | 489  |

| 1992 | 1994 | 1996 | 1998 | 2000 | 2002 | 2004 | 2006 | 2008 |
| ---- | ---- | ---- | ---- | ---- | ---- | ---- | ---- | ---- |
| 512  | 525  | 531  | 525  | 517  | 519  | 516  | 547  | -    |

| 536 | 546 | - | - | - | - | - | - | - |

## Culture locale et patrimoine

### Lieux et monuments
- L'église Sainte-Marie
- Le château de Mont-Roig

### Personnalités liées à la commune
- Josep d'Ardena (1611-1677) : militaire et homme politique né à Darnius ;
- Margarida Gironella (1886-1964) : militante anarchiste née à Darnius ;
- José María Gironella (1917-2003) : écrivain né à Darnius.